# 圣尼古拉达泰
圣尼古拉达泰（法語：Saint-Nicolas-d'Attez）是法国厄尔省的一个市镇，属于埃夫勒区。该市镇总面积5.16平方公里，2009年时的人口为147人。

## 人口
圣尼古拉达泰人口变化图示